# Urikohime to Amanojaku
Urikohime to Amanojaku (うりこひめとあまのじゃ?, Urikohime to Amanojaku, trad.: La principessa melone e Amanojaku, conosciuta come come Urikohime, Uriko-hime o Uriko Hime (瓜子姫?, Urikohime, trad.: La principessa melone) è una fiaba popolare del folclore giapponese.
Simile ad altri celebri racconti popolari tradizionali come Momotarō (桃太郎?, Momotarō, trad.: Ragazzo della pesca) e Taketori monogatari (竹取物語?, Taketori monogatari, trad.: Il racconto di un tagliatore di bambù), i cui protagonisti hanno origine da un frutto o da una pianta, racconta la storia di Urikohime, una bambina nata da un melone, adottata da una famiglia e poi sostituita da una creatura malvagia chiamata Amanojaku.

## Trama
Un melone viene trasportato dalla corrente finché non viene trovato da una coppia. Tagliando il frutto, ne esce una bambina a cui viene dato il nome Urikohime (uri 瓜 significa "melone" nella lingua giapponese).
La bambina cresce con i genitori acquisiti e diventa una ragazza avvenente. Un giorno, lasciata sola in casa con l'avvertimento di fare attenzione agli estranei, riceve la visita di uno yōkai chiamato Amanojaku, che dopo aver bussato alla sua porta, forza l'ingresso dallo spiraglio inavvertitamente lasciato dalla ragazza.
Il destino di Urikohime e le motivazioni dell'Amanojaku variano a seconda della regione in cui viene narrata la storia. In una di queste versioni Amanojaku uccide Urikohime e ne indossa la pelle, prendendone il posto come figlia della coppia. Il suo travestimento viene però scoperto quando la ragazza, reincarnata in un uccellino, rivela l'inganno e alla fine riacquista forma umana.
In un'altra versione Urikohime diventa famosa per le sue abilità di tessitrice e viene promessa a un signore o a un principe. Prima del matrimonio, Amanojaku la uccide e indossa il suo vestito, o la lega a un albero di cachi. La falsa sposa viene portata al matrimonio in una lettiga, ma l'inganno viene scoperto. Nella versione in cui viene legata, Urikohime grida aiuto, viene salvata e la creatura scacciata.

## Nomi alternativi
Lo studioso Kunio Yanagita indica come nomi alternativi: Urikohimeko, Urihime, Urihimeko.

## Diffusione
Il folclorista Keigo Seki ha rilevato diverse varianti documentate nelle compilazioni giapponesi. Studi successivi confermano la presenza del racconto in tutto l'arcipelago nipponico, con l'indice di Hiroko Ikeda che elenca 102 versioni.
Secondo Fanny Hagin Mayer, la maggior parte delle versioni ha un finale tragico, ma tutte evidenziano le abilità di tessitura di Urikohime. Lo studioso Kunio Yanagita ha identificato il racconto Nishiki Chōja come una versione con lieto fine.

## Analisi
Gli studiosi giapponesi collegano questo racconto al tipo ATU 408 del sistema di classificazione Aarne-Thompson-Uther (ATU), la cui più antica attestazione è rappresentata dalla fiaba Tre cedri di Giambattista Basile, poiché entrambi narrano di una fanciulla nata da un frutto e della sua sostituzione con una falsa sposa. La studiosa Hiroko Ikeda ha infatti classificato Urikohime come tipo 408B nel suo catalogo di fiabe giapponesi.
In Urikohime, il motivo della "falsa sposa" è impersonato dallo yōkai che indossa la pelle della ragazza uccisa. Questo motivo viene ricondotto dalla folclorista Christine Goldberg nel raggruppamento dell' "impostore", in particolare dello "scorticatore travestito" (K1941 nell'Indice dei Motivi della Letteratura Popolare), un travestimento presente anche in altre fiabe.
La studiosa statunitense Fanny Hagin Mayer ha osservato che la coppia di anziani che adotta Urikohime appare come elemento ricorrente nelle fiabe giapponesi, con la donna che insegna alla figlia adottiva l'arte della tessitura.